# إرنا همبرغر
إرنا همبرغر هي مهندسة سويسرية، ولدت في 14 سبتمبر 1911 في إيكسل في بلجيكا، وتوفيت في 16 مايو 1988 في لوزان في سويسرا.